# NGC 3384
NGC 3384 o NGC 3371 és una galàxia lenticular a la constel·lació del Lleó. La galàxia va ser descoberta per Herschel en 1784. L'elevada edat dels estels a la regió central d'NGC 3384 va ser confirmada després de l'anàlisi del seu color. Es va descobrir que més del 80% pertanyien a la Població II, que són estels amb més de mil milions d'anys.
NGC 3384 és un membre del Grup M96, un grup de galàxies a la constel·lació de Leo que és de vegades anomenat com grup Lleó I.